# Swobodna
Swobodna (deutsch Schwuben) ist ein Ort in der polnischen Woiwodschaft Ermland-Masuren. Er gehört zur Stadt-und-Land-Gemeinde Dobre Miasto (Guttstadt) im Powiat Olsztyński (Kreis Allenstein).

## Geographische Lage
Swobodna liegt am Nordufer des Leimangelsee (polnisch Jezioro Limajno) im nördlichen Westen der Woiwodschaft Ermland-Masuren, 25 Kilometer südwestlich der früheren Kreisstadt Heilsberg (polnisch Lidzbark Warmiński) bzw. 18 Kilometer nordwestlich der heutigen Kreismetropole und auch Woiwodschaftshauptstadt Olsztyn (deutsch Allenstein).

## Geschichte
Das einst Schwaben und erst nach 1785 Schwuben genannte kleine Dorf kam im Jahre 1874 zum neu errichteten Amtsbezirk Glottau (polnisch Głotowo) im ostpreußischen Kreis Heilsberg, Regierungsbezirk Königsberg.
Im Jahre 1910 waren in Schwuben 140 Einwohner registriert. Ihre Zahl belief sich 1933 auf 108 und 1939 auf 111.
Mit dem gesamten südlichen Ostpreußen kam Schwuben 1945 in Kriegsfolge zu Polen. Das Dorf erhielt die polnische Namensform „Swobodna“ und ist heute eine Ortschaft im Verbund der Gmina Dobre Miasto (Stadt-und-Land-Gemeinde Guttstadt) im Powiat Olsztyński (Kreis Allenstein), von 1975 bis 1998 der Woiwodschaft Olsztyn, seither der Woiwodschaft Ermland-Masuren zugeordnet.

## Religion
Swobodna gehört heute wie bereits Schwuben vor 1945 zur römisch-katholischen Kirche im Wallfahrtsort Głotowo (Glottau), jetzt im Erzbistum Ermland gelegen.
Bis 1945 war Schwuben außerdem in die evangelische Kirche Guttstadt (Dobre Miasto) in der Kirchenprovinz Ostpreußen der Kirche der Altpreußischen Union eingepfarrt. Heute gehört Swobodna zur Diözese Masuren der Evangelisch-Augsburgischen Kirche in Polen.

## Verkehr

### Straße
Swobodna liegt an einer Nebenstraße, die von Dobre Miasto über Knopin (Knopen) bis nach Cerkiewnik (Münsterberg) führt. Eine Nebenstraße von Głotowo (Glottau) endet zudem in Swobodna.

### Schienen
Swobodna ist im Rahmen des Personenverkehrs Bahnstation an der PKP-Bahnlinie 221: Olsztyn Gutkowo–Braniewo. Der Personenhaltepunkt wurde 1988 eingerichtet, dann aber 2013 geschlossen. Seit 2023 ist er jedoch wieder in Betrieb.